# Frontstalag
Ein Frontstammlager (im militärischen Sprachgebrauch Frontstalag) war im Dritten Reich ein Gefangenenlager der Wehrmacht. Die Frontstammlager wurden hauptsächlich im besetzten Frankreich (zone occupée) im Verlauf des Zweiten Weltkriegs errichtet.

## Frontstalags für die Soldaten der französischen Kolonialtruppen
Die Geschichte der Frontstalags in Frankreich ist Teil der französischen Kolonialgeschichte, in deren Folge Zehntausende Soldaten im Ersten und im Zweiten Weltkrieg für Frankreich in den Krieg ziehen mussten. Die Historikerin Armelle Mabon schätzt, dass im Zweiten Weltkrieg 10.000 Indochinesen, 10.500 Madagassen, 68.500 Afrikaner und 340.000 Nordafrikaner freiwillig oder per Zwangsrekrutierung in der französischen Armee dienten. Im Zuge des Vormarsches der deutschen Wehrmacht im Westfeldzug gerieten etwa 130.000 von ihnen in Kriegsgefangenschaft und wurden zu einem geringen Teil im Juni 1940 auch in Lager in Deutschland deportiert.

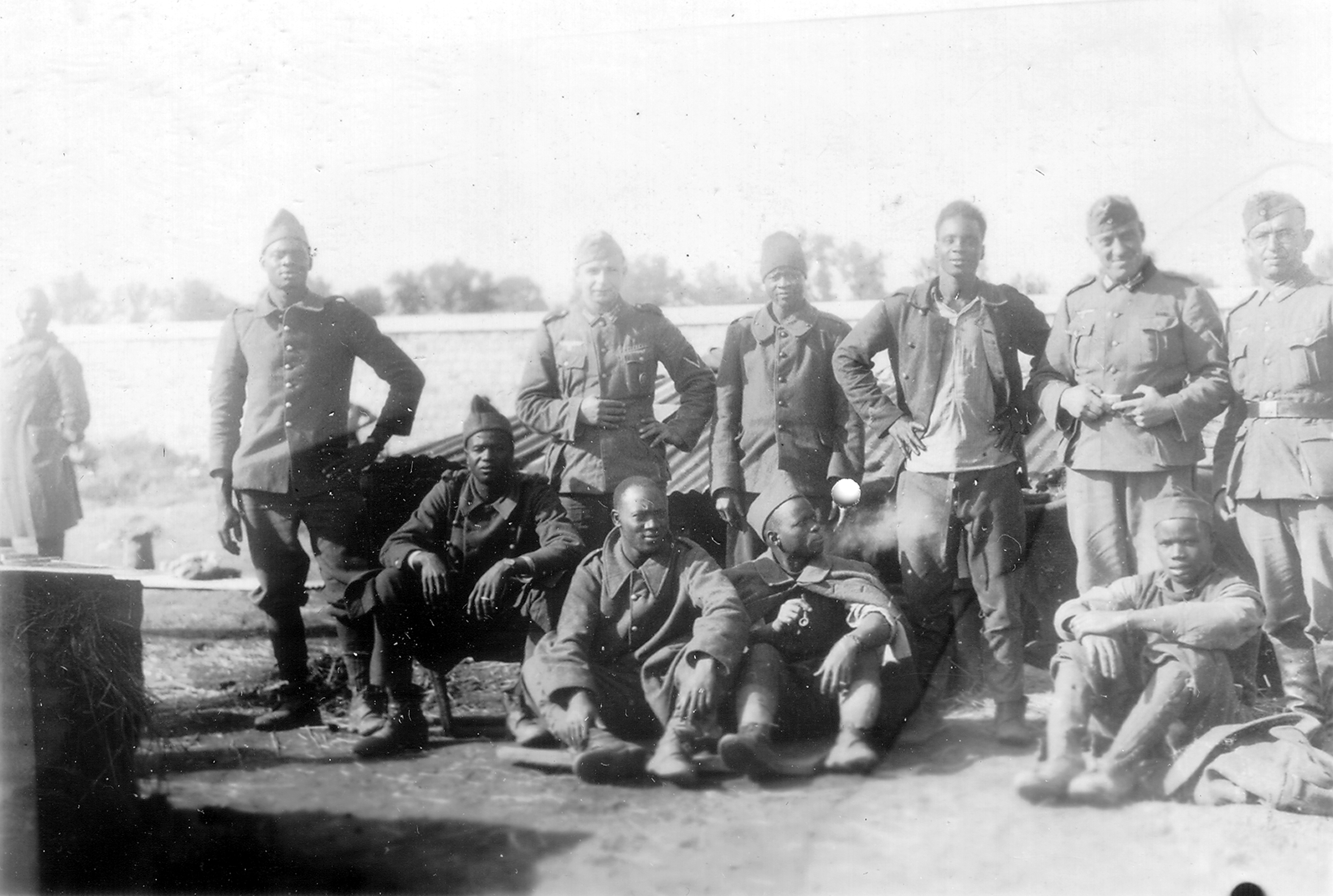
Französische Kriegsgefangene und deutsche Soldaten im Frontstalag 155 Dijon-Longvic

Ab Juni 1940 gab es im französischen Mutterland bis zu 53 Frontstalags. Deren Zahl verringerte sich auf 22 im Jahr 1941, nachdem die aus dem Mutterland stammenden Franzosen nach Deutschland verbracht worden waren. Die verbliebenen Frontstalags wurden überwiegend zu Internierungslagern für die Kolonialsoldaten, wohin auch die bereits nach Deutschland deportierten wieder zurückgeführt wurden. Für den Verbleib der Kolonialsoldaten in Frankreich beziehungsweise deren Rückführung nach dort gab es aus deutscher Sicht mehrere Gründe:
- Die Deutschen wollten aus Angst vor einer Rassenverunreinigung keine farbigen Menschen beherbergen.
- Sie fürchteten sich vor tropischen Krankheiten.[3]
- Schwarze Soldaten in Deutschland erinnerten an die Alliierte Rheinlandbesetzung nach dem Ersten Weltkrieg, an der von französischer Seite sehr viele  Kolonialtruppen beteiligt waren. Aus deutscher Sicht war das als Schande empfunden worden und mündete in rassistischen Kampagnen, die auch von der NS-Propaganda noch fortgeführt wurden.

1941 befanden sich noch 70.000 Kolonialsoldaten in Gefangenschaft, 60.000 waren zuvor entlassen worden oder geflüchtet.
Die Frontstalags wurden von deutschem Militärpersonal bewacht; Kontakte zur Außenwelt ergaben sich vor allem durch Arbeit. Die Gefangenen mussten Zwangsarbeit leisten, zum Beispiel in der Landwirtschaft, beim Straßenbau oder bei Bauarbeiten. Nach Mabon hatten aber viele Franzosen den Wunsch, diesen Gefangenen zu helfen und sie zu schützen. Organisationen oder auch Einzelpersonen übernahmen Patenschaften für einzelne Gefangene und boten ihnen physische und materielle Unterstützung. Im Rahmen solcher Patenschaften war es den Gefangenen auch gestattet, zum Essen in die Patenfamilien zu kommen. Schwieriger war es allerdings mit emotionalen oder sexuellen Beziehungen, da die Deutschen sexuelle Beziehungen zwischen Kolonialsoldaten und Französinnen verboten hatten und derartige Beziehungen auch von den Franzosen nicht akzeptiert wurden.
1943 kam es zu einer gravierenden Veränderung. Weil die Deutschen einen Teil ihres Wachpersonals im Deutsch-Sowjetischen Krieg benötigten, wurde die Bewachung der Lager dem Vichy-Regime übertragen. Von nun an übernahmen französische Offiziere und Unteroffiziere, oft selber Angehörige der Kolonialtruppen, die Bewachung der Gefangenen – für Mabon „ein unrühmliches Beispiel für die staatliche Kollaboration“. Hinzu kamen noch französische Zivilbeamte, insbesondere aus der Forstverwaltung, die ebenfalls bewaffnet ihren Dienst versahen.

## Das Schicksal der Kolonialsoldaten nach der Befreiung
Bei der Befreiung Frankreichs befanden sich noch 35.000 Gefangene in den Frontstalags. Sie wurden entweder von den Amerikanern oder von der französischen Widerstandsgruppen (FFI) befreit. Bei einer Abschiebung in die Herkunftsländer kam es in Morlaix zu einem ernsten Zwischenfall. 300 Männer weigern sich, das Schiff zu betreten. Sie verlangen die Auszahlung ausstehender Gehälter und einen Kriegsgefangenensold und lehnten die Auszahlung nur eines Teilbetrags ab. Gendarmen wurden gegen sie eingesetzt, es gab Verletzte und dann die Unterbringung in einem mit Stacheldraht bewehrten Lager in der Nähe von Loudéac, später in Guingamp. Ihre Bewacher waren Angehörige der FFI.
Für Rückkehrer nach Afrika, die dort im Camp de Thiaroye auf ihre Demobilisierung warteten und auf der Auszahlung ihnen zustehender Entschädigungen beharrten, kam es noch schlimmer. Sie wurden der Meuterei bezichtigt und am 1. Dezember 1944 von Soldaten beschossen. Mindestens 35 ehemalig Frontstalag-Internierte wurden erschossen, weitere 34 der Rädelsführerschaft angeklagt und zu langjährigen Haftstrafen verurteilt.

## Frontstalags in Frankreich
- Frontstalag 100 in Hazebrouck, Département Nord
- Frontstalag 101 in Cambrai, Département Nord vom 19. Juli 1940 bis 13. März 1941
- Frontstalag 102 in Lille, Département Nord
- Frontstalag 111 in Drancy, Département Seine-Saint-Denis
- Frontstalag 112 in La Celle-Saint-Cloud, Département Yvelines
- Frontstalag 120 in Mirecourt, Département Vosges
- Frontstalag 121 in Épinal, Département Vosges
- Frontstalag 122 in Chaumont, Département Haute-Marne
- Frontstalag 122 in Compiègne, Département Oise
- Frontstalag 123 in Langres, Département Haute-Marne
- Frontstalag 124 in Troyes, Département Aube
- Frontstalag 125 in Melun, Département Seine-et-Marne
- Frontstalag 130 in Caen, Département Calvados
- Frontstalag 131 in Saint-Lô, Département Manche
- Frontstalag 132 in Mayenne (Stadt), Département Mayenne
- Frontstalag 133 in Rennes, Département Ille-et-Vilaine
- Frontstalag 134 in Saint-Brieuc, Département Côtes-d’Armor
- Frontstalag 135 in Quimper, Département Finistère
- Frontstalag 140 in Belfort, Territoire de Belfort
- Frontstalag 141 in Vesoul, Département Haute-Saône
- Frontstalag 142 in Besançon, Département Doubs
- Frontstalag 150 in Saint-Florentin, Département Yonne
- Frontstalag 151 in Montargis, Département Loiret
- Frontstalag 152 in Pithiviers, Département Loiret
- Frontstalag 153 in Orléans, Département Loiret
- Frontstalag 154 in Fourchambault, Département Nièvre
- Frontstalag 155 in Dijon (Longvic), Département Côte-d’Or
- Frontstalag 160 in Lunéville, Département Meurthe-et-Moselle
- Frontstalag 161 in Nancy, Département Meurthe-et-Moselle
- Frontstalag 162 in Toul (Dommartin-lès-Toul), Département Meurthe-et-Moselle
- Frontstalag 170 in Compiègne, Département Oise
- Frontstalag 171 in Rouen, Seine-Inférieure
- Frontstalag 172 in Doullens, Département Somme
- Frontstalag 180 in Amboise, Département Indre-et-Loire
- Frontstalag 181 in Saumur, Département Maine-et-Loire
- Frontstalag 182 in Savenay, Département Maine-et-Loire
- Frontstalag 183 in Hennebont, Département Morbihan
- Frontstalag 183 A in Châteaubriant, Département Loire-Atlantique
- Frontstalag 184 in Angoulême, Département Charente
- Frontstalag 185 in Tourcoing, Département Nord
- Frontstalag 186 in Lille, Département Nord
- Frontstalag 190 in Charleville, Département Ardennes
- Frontstalag 191 in La Fère, Département Aisne
- Frontstalag 192 in Laon, Département Aisne
- Frontstalag 194 in Châlons-sur-Marne, Département Marne; siehe dazu Internierungslager Vittel
- Frontstalag 195 in Saint-Omer, Département Pas-de-Calais
- Frontstalag 200 in Évreux, Département Eure
- Frontstalag 201 in Alençon, Département Orne
- Frontstalag 202 in Chartres, Département Eure-et-Loir
- Frontstalag 203 in Le Mans (Mulsanne), Département Sarthe
- Frontstalag 204 in Péronne, Département Somme
- Frontstalag 210 in Strasbourg, Elsass
- Frontstalag 211 in Sarrebourg, Lothringen
- Frontstalag 212 in Metz, Lothringen
- Frontstalag 213 in Mulhausen, Elsass
- Frontstalag 220 in Saint-Denis, Département Seine-Saint-Denis
- Frontstalag 221 in Martignas-sur-Jalle (Lager Souge), Département Gironde
- Frontstalag 221 in Saint Médard en Jalles, Département Gironde
- Frontstalag 221 in Rennes, Département Ille-et-Vilaine
- Frontstalag 222 in Peyrehorade, Département Landes (August 1940–April 1941)[4]
- Frontstalag 222 in Anglet, Département Pyrénées-Atlantiques (April 1941)
- Frontstalag 222 in Bayonne, Département Pyrénées-Atlantiques (Mai 1941–August 1944)
- Frontstalag 230 in Poitiers, Département Vienne
- Frontstalag 231 in Airvault, Département Deux-Sèvres
- Frontstalag 232 in Luçon, Département Vendée
- Frontstalag 240 in Verdun, Département Meuse
- Frontstalag 241 in Saint-Mihiel, Département Meuse

## Frontstalags im Ausland
Siehe Liste der Kriegsgefangenenlager der Wehrmacht